# Ángeles (Filipinas)
Ángeles es una ciudad altamente urbanizada en la región de Luzon Central o Region III. Es administrativamente independiente de la provincia filipina de Pampanga. Está cerca del aeropuerto internacional Diosdado Macapagal y de Clark Field (anteriormente base aérea Clark). Tiene un barrio de burdeles importante en el área de Fields Avenue. Según el censo de 2000, tiene 263.971 habitantes en 55.769 casas. Aunque la ciudad forma parte integral de la Pampanga, se administra separadamente de la provincia.

## Curiosidades
En la ciudad nació Allan Pineda Lindo, más conocido por Apl.de.ap, de los Black Eyed Peas.
Ciudad natal de Efrén Reyes, jugador profesional y campeón mundial de billar en distintas disciplinas.

## Barangayes
Ángeles se divide en 33 barangayes.
| - Agapito del Rosario - Amsic - Anunas - Balibago - Capaya - Claro M. Recto - Cuayan - Cutcut - Cutud - Lourdes Norte Oeste - Lourdes Sur (Talimundoc) | - Lourdes Sur Este - Malabañas - Margot - Ninoy Aquino (Marisol) - Mining - Pampang - Pandan - Pulungbulu - Pulung Cacutud - Pulung Maragul - Salapungan | - San José - San Nicolás - Santa Teresita - Santa Trinidad - Santo Cristo - Santo Domingo - Santo Rosario (Población) - Sapalibutad - Sapangbato - Tabun - Virgen de Los Remedios |

## Historia
La Ciudad de Ángeles (antes el Pueblo de los Ángeles) fue fundada en 1796 por  el gobernadorcillo de San Fernando, Ángel Pantaleón de Miranda, y su esposa, Rosalía de Jesús. 
El 8 de diciembre de 1829 se convirtió en  municipio independiente con el nombre de El Pueblo de los Ángeles (La Ciudad de los Ángeles), en honor a sus santos patronos, Los Santos Ángeles Custodios.

## Ciudades hermanas
- Las Vegas, Nevada, Estados Unidos